# Papá Soltero
Papá Soltero és una pel·lícula de comèdia estatunidenca en castellà de 1939 dirigida per Richard Harlan i protagonitzada per Tito Guízar i Amanda Varela.

## Argument
Carlos del Rio, un jove cantant, treballa com a treballador en un projecte de construcció de carreteres prop de Rio Grande a Texas. Una nit, un turisme i un camió xoquen fora del campament i Carlos acudeix al seu rescat. Troba el conductor del cotxe, Pedro Medina, un home gran que porta la seva petita néta a Los Angeles per viure amb la seva germana gran. Quan Pedro mor, Carlos, a qui li han notificat que el testament del seu difunt oncle s'està provant a Los Angeles, decideix endur-se Lolita amb ell a Califòrnia.

## Repartiment
- Tito Guízar com Carlos del Rio
- Amanda Varela com Marta Cortez / Teresa
- Tana com Tana
- Paul Ellis com Cruz Ramos
- Martin Garralaga com Pérez
- Barry Norton com Ricardo
- Rosa Turich com Romualda
- Carlos Villarías com Buenrostro